# Proletarskaja (stanice metra v Nižním Novgorodě)
Proletarskaja (rusky Пролетарская) je jedna ze stanic metra Nižního Novgorodu. Nachází se na Avtozavodské lince.
Stanice se nachází jižně od centra (v Avtozavodském rajónu), je součástí historicky prvního úseku Nižněnovgorodského metra (otevřena byla 20. listopadu 1985) a je tedy bývalou jeho jižní konečnou. Umístěna je nedaleko depa metra.
Z konstrukčního hlediska se jedná o stanici s ostrovním nástupištěm, jejíž výstupy vedou do mělce založených vestibulů a teprve z nich pak na povrch. V prostoru nástupiště je obklad strohý; tvoří jej mramor, převážně v bílé barvě, doplněný dekorativními panely z mědi (u výstupů). Osvětlení je umístěno u stropu a natočeno tak, že jej nasvicuje.